# قائمة رؤساء وزراء جمهورية الصين الشعبية
هذه قائمة رؤساء وزراء جمهورية الصين الشعبية وهو رئيس حكومة البلاد، ينتخبه مجلس الشعب الصيني مرة كل خمس سنوات، يوجد حد فترتان (عشر سنوات) لشغل المنصب وذلك منذ عام 1982.

## القائمة
تكتب الأسماء الصينية بتنسيق اسم العائلة أولاً يليه الاسم الأول وهو المتبع في المقالة.
أجيال القيادة الصينية
  الجيل الأول

  الجيل الثاني

  الجيل الثالث

  Hu–Wen Administration
  Xi–Li Administration/Xi Core Administration
| الصورة | الصورة | الاسم (الميلاد–الوفاة) الدائرة الانتخابية                            | الفترة          | الفترة            | الفترة                                | مجلس الشعب الصيني | الحكومة            | رئيس الصين                 | القائد الأعلى  |
| ------ | --- | -------------------------------------------------------------------- | --------------- | ----------------- | ------------------------------------- | ----------------- | ------------------ | -------------------------- | -------------- |
| 1      | | تشوان لاي 周恩来 (1898–1976) بكين                                    | 1 أكتوبر 1949   | 15 سبتمبر 1954    | 26 سنوات، و3 شهور، و1 أسبوع           | CP                | تشوان الأولى       | ماو تسي تونغ               | ماو تسي تونغ   |
| 1      | 27 سبتمبر 1954 | تشوان لاي 周恩来 (1898–1976) بكين                                    | 18 أبريل 1959   | الأول             | 26 سنوات، و3 شهور، و1 أسبوع           | تشوان الثانية     | ماو تسي تونغ       | ماو تسي تونغ               |                |
| 1      | 18 أبريل 1959 | تشوان لاي 周恩来 (1898–1976) بكين                                    | 21 ديسمبر 1964  | الثاني            | 26 سنوات، و3 شهور، و1 أسبوع           | تشوان الثالثة     | ليو شاوتشي         | ماو تسي تونغ               |                |
| 1      | 21 ديسمبر 1964 | تشوان لاي 周恩来 (1898–1976) بكين                                    | 4 يناير 1975    | الثالث            | 26 سنوات، و3 شهور، و1 أسبوع           | تشوان الرابعة     | ليو شاوتشي ثم شاغر | ماو تسي تونغ               |                |
| 1      | 4 يناير 1975 | تشوان لاي 周恩来 (1898–1976) بكين                                    | 8 يناير 1976†   | IV [الإنجليزية]   | 26 سنوات، و3 شهور، و1 أسبوع           | تشوان الخامسة     | ألغي المنصب        | ماو تسي تونغ               |                |
| 1      | مؤتمر جنيف عام 1954 ومؤتمر باندونغ وزيارة ريتشارد نيكسون للصين والقفزة العظيمة للأمام والثورة الثقافية المناصب: وزير الخارجية (1949–1958) وCPPCC Chairman (1954–1976) †توفي في منصبه (بسبب السرطان) | تشوان لاي 周恩来 (1898–1976) بكين                                    |                 |                   |                                       |                   |                    |                            |                |
| 2      | | هوا جيو فينج 华国锋 (1921–2008) خونان                                | 31 يناير 1976   | 7 أبريل 1976      | 4 سنوات، و7 شهور، و6 أيام             | IV [الإنجليزية]   | بالوكالة           | ألغي المنصب                | ماو تسي تونغ   |
| 2      | 7 أبريل 1976 | هوا جيو فينج 华国锋 (1921–2008) خونان                                | 5 مارس 1978     | هوا الأولى        | 4 سنوات، و7 شهور، و6 أيام             | IV [الإنجليزية]   | ألغي المنصب        | هو نفسه                    |                |
| 2      | 5 مارس 1978 | هوا جيو فينج 华国锋 (1921–2008) خونان                                | 10 سبتمبر 1980§ | V [الإنجليزية]    | 4 سنوات، و7 شهور، و6 أيام             | هوا الثانية       | ألغي المنصب        | دينج شياو بينج             |                |
| 2      | Two Whatevers وTiananmen Incident وانهيار عصابة الأربعة والحرب الفيتنامية الصينية وتطبيق سياسة الطفل الواحد المناصب: Governor of Hunan (1970–1976) وMinister of Public Security (1975–1977) وVice Premier (1975–1976) § طرد | هوا جيو فينج 华国锋 (1921–2008) خونان                                |                 |                   |                                       |                   |                    |                            |                |
| 3      | | زاو زيانغ 赵紫阳 (1919–2005) بكين                                    | 10 سبتمبر 1980  | 6 يونيو 1983      | 7 سنوات، و2 شهور، و2 أسابيع           | V [الإنجليزية]    | بالوكالة           | ألغي المنصب                | دينج شياو بينج |
| 3      | 6 يونيو 1983 | زاو زيانغ 赵紫阳 (1919–2005) بكين                                    | 24 نوفمبر 1987§ | VI [الإنجليزية]   | 7 سنوات، و2 شهور، و2 أسابيع           | زاو               | لى شيان نيان       | دينج شياو بينج             |                |
| 3      | الإصلاح الاقتصادي الصيني والإعلان الصيني البريطاني المشترك وإعلان مشترك بشأن مسألة ماكاو ومظاهرات ساحة تيانانمن المناصب: Governor of Guangdong (1974–1975) وGovernor of Sichuan (1975–1980) § استقال | زاو زيانغ 赵紫阳 (1919–2005) بكين                                    |                 |                   |                                       |                   |                    |                            |                |
| 4      | | لي بنغ 李鹏 (1928–2019) بكين                                         | 24 نوفمبر 1987  | 25 مارس 1988      | 10 سنوات، و3 شهور، و3 أسابيع          | VI [الإنجليزية]   | بالوكالة           | لى شيان نيان               | دينج شياو بينج |
| 4      | 25 مارس 1988 | لي بنغ 李鹏 (1928–2019) بكين                                         | 15 مارس 1993    | VII [الإنجليزية]  | 10 سنوات، و3 شهور، و3 أسابيع          | لي بنغ الأولى     | يانج شانج كون      | دينج شياو بينج جيانغ زيمين |                |
| 4      | 15 مارس 1993 | لي بنغ 李鹏 (1928–2019) بكين                                         | 17 مارس 1998    | VIII [الإنجليزية] | 10 سنوات، و3 شهور، و3 أسابيع          | لي بنغ الثانية    | جيانغ زيمين        | جيانغ زيمين                |                |
| 4      | مظاهرات ساحة تيانانمن وسد الممرات الثلاثة ونقل سيادة هونغ كونغ المناصب: وزير التعليم (1985–1988) وVice Premier (1983–1987) | لي بنغ 李鹏 (1928–2019) بكين                                         |                 |                   |                                       |                   |                    |                            |                |
| 5      | | زهو رونغجي 朱镕基 (1928–) خونان                                      | 17 مارس 1998    | 16 مارس 2003      | 4 سنوات، و11 شهور، و3 أسابيع، و6 أيام | IX [الإنجليزية]   | زهو                | جيانغ زيمين                | جيانغ زيمين    |
| 5      | الانضمام إلى منظمة التجارة العالمية وتوقيع اتفاقية منطقة التجارة الحرة بين الصين والآسيان والإصلاح الشامل للنظام الضريبي وإصلاح نظام امتحانات الخدمة المدنية وفتح المناصب الحكومية العليا والمتوسطة المستوى للعوام العام على أساس الجدارة والحد من الهدر البيروقراطي والروتين واستثمار رأس مال الدولة في النقل والطاقة والزراعة وتنفيذ تطهير السياسيين الإقليميين الفاسدين الذين أساءوا تخصيص أموال البنية التحتية والزراعة. المناصب: Mayor of Shanghai (1987–1991) وبنك الشعب الصيني (1993–1995) وFirst-ranking Vice Premier (1993–1998) | زهو رونغجي 朱镕基 (1928–) خونان                                      |                 |                   |                                       |                   |                    |                            |                |
| 6      | | ون جيا باو 温家宝 (1942–) قانسو                                      | 16 مارس 2003    | 16 مارس 2008      | 9 سنوات، و11 شهور، و3 أسابيع، و6 أيام | X [الإنجليزية]    | ون الأولى          | هو جينتاو                  | هو جينتاو      |
| 6      | 16 مارس 2008 | ون جيا باو 温家宝 (1942–) قانسو                                      | 15 مارس 2013    | XI [الإنجليزية]   | 9 سنوات، و11 شهور، و3 أسابيع، و6 أيام | ون الثانية        | هو جين تاو         | هو جين تاو                 |                |
| 6      | تفشي وباء السارس وAnti-Secession Law وتفشي إنفلوانزا الطيور وزلزال سيتشوان 2008 والألعاب الأولمبية الصيفية 2008 وإكسبو 2010 وتوسيع تغطية التأمين الصحي ، إلغاء الضرائب الزراعية طويلة الأمد بسبب السخط الريفي وزيادة فجوة الثروة. المناصب: Vice Premier (1998–2003) | ون جيا باو 温家宝 (1942–) قانسو                                      |                 |                   |                                       |                   |                    |                            |                |
| 7      | | لي كه تشيانغ 李克强 (1955–2023) شاندونغ (حتى 2018) قوانغشي (من 2018) | 15 مارس 2013    | 18 مارس 2018      | 9 سنوات، و11 شهور، و3 أسابيع، و3 أيام | XII [الإنجليزية]  | لي كه [الإنجليزية] | شي جين بينغ                | شي جين بينغ    |
| 7      | 18 مارس 2018 | لي كه تشيانغ 李克强 (1955–2023) شاندونغ (حتى 2018) قوانغشي (من 2018) | 11 مارس 2023    | XIII [الإنجليزية] | 9 سنوات، و11 شهور، و3 أسابيع، و3 أيام | شي جين بينغ       | شي جين بينغ        |                            |                |
| 7      | زلزال لوديان 2014 [الإنجليزية] وجائحة فيروس كورونا في الصين القارية والألعاب الأولمبية الشتوية 2022 ,تبسيط الإدارة وتفويض السلطة. المناصب: First-ranking Vice Premier (2008–2013) | لي كه تشيانغ 李克强 (1955–2023) شاندونغ (حتى 2018) قوانغشي (من 2018) |                 |                   |                                       |                   |                    |                            |                |
| 8      | | لي تشانغ 李强 (1959–) يونان                                          | 11 مارس 2023    | في المنصب         | 2 سنوات، و1 أسبوع، و4 أيام            | XIV               | لي تشانغ           | شي جين بينغ                | شي جين بينغ    |
| 8      | المناصب: Governor of Zhejiang (2012–2016) | لي تشانغ 李强 (1959–) يونان                                          |                 |                   |                                       |                   |                    |                            |                |